# Jacques Bobet
Pour les articles homonymes, voir Bobet.
Jacques Bobet est un producteur, scénariste, réalisateur et monteur français né le  29 juin 1919 à Saumur et décédé le 7 mars 1996 à Montréal.

## Biographie
Il est professeur de littérature et philosophie. En 1947, à Ottawa, il entre à l’Office National du Film (ONF) où il est responsable des versions françaises des films tournés en anglais.
Sa carrière débute en 1948 comme scénariste, et surtout, en tant que producteur. Entre 1951 et 1964, il produit pas moins de 78 titres. Il cesse son activité en 1988, année au cours de laquelle il signe le scénario d’un dernier film sur l’une de ses idées originales : La grenouille et la baleine. Quatre ans plus tôt, en avril 1984, il a quitté l’ONF.

## $Filmographie

### comme Producteur
- 1951 : The Man in the Peace Tower
- 1951 : Chansons créoles
- 1958 : Islands of the Frozen Sea
- 1959 : Il faut qu'une bibliothèque soit ouverte ou fermée
- 1959 : La Battaison
- 1961 : One Sunday in Canada
- 1961 : La Lutte
- 1961 : Les Femmes parmi nous
- 1962 : Patinoire
- 1963 : Patte mouillée
- 1963 : Olympic Swimmers
- 1963 : 30 Minutes, Mister Plummer
- 1963 : Pour la suite du monde
- 1964 : Springboard to the Sun
- 1964 : Solange dans nos campagnes
- 1964 : Percé on the Rocks
- 1964 : Parallèles et grand soleil
- 1964 : La Fin des étés
- 1964 : Fabienne sans son Jules
- 1964 : Escale des oies sauvages
- 1964 : Corps agiles
- 1964 : Bonsoir, Monsieur Champagne
- 1964 : The Big Swim
- 1964 : Appuis et suspensions
- 1964 : Le Chat dans le sac
- 1965 : La Vie heureuse de Léopold Z.
- 1965 : Les Ludions
- 1965 : Images d'un concours
- 1965 : La Bourse et la Vie
- 1965 : 60 Cycles
- 1966 : Volleyball
- 1966 : En février
- 1966 : Dimensions
- 1967 : Parcs atlantiques
- 1967 : Jeux de Québec 1967
- 1967 : A Child in His Country
- 1967 : 9 minutes
- 1967 : Le Règne du jour
- 1968 : Les Voitures d'eau
- 1968 : Le Beau plaisir
- 1969 : La Guerre des pianos
- 1973 : Trois fois passera
- 1973 : La Dernière neige
- 1974 : Les Tacots
- 1974 : Le Grand Voyage
- 1975 : Cher Théo
- 1975 : Les Avironneuses
- 1977 : Samedi - Le Ventre de la nuit
- 1977 : Mercredi - Petits souliers, petit pain
- 1977 : Lundi - Une chaumière, un cœur
- 1977 : Jeudi - À cheval sur l'argent
- 1977 : Dimanche - Granit
- 1977 : L'Âge de la machine
- 1977 : Jeux de la XXIe olympiade
- 1978 : Vendredi - Les Chars
- 1978 : Nelli Kim
- 1978 : Mardi - Un jour anonyme
- 1978 : Le Ventre de la nuit
- 1979 : Richard Rohmer and His Referendum: A View from Quebec
- 1979 : Going the Distance
- 1980 : Monica Goermann, Gymnast
- 1980 : John Raftery Amateur Boxer
- 1980 : Far from Away: The Arts in St. John's
- 1980 : Diving: No Place for Cowards
- 1980 : Le Pays de la terre sans arbre ou Le mouchouânipi
- 1980 : L'Enfant fragile
- 1980 : La Nuit de la poésie 28 Mars 1980
- 1981 : Fermont, P.Q.
- 1981 : Les Adeptes
- 1982 : La Phonie furieuse
- 1982 : Marie Uguay
- 1982 : Les Pièges de la mer
- 1982 : Du grand large aux Grands Lacs
- 1982 : La Bête lumineuse
- 1983 : La Plante
- 1983 : Les Enfants des normes post scriptum
- 1984 : Mario
- 1984 : Le Crime d'Ovide Plouffe

### comme Scénariste
- 1948 : Saguenay
- 1948 : Double Heritage
- 1952 : Winter Week-end: Revised
- 1952 : Winter Week-end
- 1954 : Le Voleur de rêves
- 1955 : Pour ou contre les étrangers
- 1955 : Leaving It to the Experts
- 1956 : Chantons maintenant
- 1967 : A Child in His Country
- 1974 : Pris au collet
- 1977 : L'Âge de la machine
- 1987 : La Grenouille et la baleine

### comme Réalisateur
- 1955 : Pour ou contre les étrangers
- 1955 : Leaving It to the Experts
- 1955 : Community Responsibilities
- 1956 : Man of America
- 1961 : Les Femmes parmi nous
- 1967 : Jeux de Québec 1967
- 1967 : En octobre
- 1967 : 9 minutes
- 1968 : Étude en 21 points

### comme Monteur
- 1951 : Ottawa: Today and Tomorrow
- 1961 : Les Femmes parmi nous

## Récompenses et Nominations

### Nominations
- 1992 -  Membre de l'Ordre du Canada[2]